# دم‌بادبزنی حرا
دم‌بادبزنی حرا (نام علمی: Rhipidura phasiana) نام یک گونه از سرده دم‌بادبزنی است.